# Krasava (Krupanj)
Pour les articles homonymes, voir Krasava.
Krasava (en serbe cyrillique : Красава) est un village de Serbie situé dans la municipalité de Krupanj, district de Mačva. Au recensement de 2011, il comptait 584 habitants.

## Démographie

### Évolution historique de la population
| 1948  | 1953  | 1961  | 1971  | 1981 | 1991 | 2002 | 2011 |
| ----- | ----- | ----- | ----- | ---- | ---- | ---- | ---- |
| 1 284 | 1 251 | 1 156 | 1 026 | 837  | 720  | 649  | 584  |

|  |